# NGC 5783
NGC 5783 (również NGC 5785, PGC 53217 lub UGC 9586) – galaktyka spiralna z poprzeczką (SBc), znajdująca się w gwiazdozbiorze Wolarza.
Odkrył ją 21 kwietnia 1887 roku Lewis A. Swift. W tym samym roku obserwował ją ponownie, lecz nie zorientował się, że to ten sam obiekt i skatalogował ją po raz drugi. John Dreyer w swoim New General Catalogue skatalogował obie obserwacje Swifta jako NGC 5785 (obserwacja z 21 kwietnia) i NGC 5783 (dokładna data nieznana).